# Pepe Jeans
Pepe Jeans és una empresa de roba texana i roba d'oci europea present en nombrosos països. La seva seu està situada a Londres, la ciutat on es va fundar, mentre que les oficines centrals i la seu fiscal de la companyia estan a Sant Feliu de Llobregat, Catalunya.

## Història
L'any 1973, l'empresari de roba texana Shantilal Parma va contractar a Nitin Shah, que treballava en una benzinera, perquè vengués pantalons texans. Shah va conèixer així el món de la moda.
Nitin va començar el seu propi camí i, amb l'ajut dels seus germans Arun i Milan, van obrir la seva primera botiga: Sholemay Ltd, Pepe Jeans. El van anomenar "Pepe" perquè era un nom curt i fàcil de recordar.
Els germans van obrir un lloc en un carrer que donava a Portobello Road Market a l'oest de Londres, que van llogar i obrir cada dissabte, com a segon treball. Quan el negoci va començar a prosperar, la companyia de Shantilal Parma, l'antic cap de Nitin Shah, va crear pantalons texans per als germans, perquè els venguessin en el lloc.
El 1975, ja comptaven amb quatre llocs de venda a Londres. Un d'ells a Kensington Market, lloc on es concentraven molts altres venedors de roba texana. Gràcies a la seva expansió van obrir una botiga de Pepe Jeans al carrer londinenc de Kings Road, a la qual li va seguir una altra a Carnaby Street, així com una oficina i un magatzem de 2.500 m  2  a Avonmore Trading Estate.
En els anys 80, l'empresa va guanyar popularitat a Europa. Les cançons "Heart And Soul" de T'Pau i How Soon is Now? De The Smiths es van utilitzar per promocionar la marca l'any 1987 i el 1988 respectivament.
El logo actual de l'empresa data de l'any 1992.
La companyia està controlada pel grup Torreal, grup inversor de l'empresari espanyol Juan Abelló Gallo.
L'empresa és propietària de la marca a tot el món excepte als Estats Units, on pertany als seus fundadors. La companyia es va fusionar amb una altra empresa d'origen anglès, Hackett, que també va ser adquirida per Torreal i que, finalment, es va integrar a Pepe Jeans.